# Ez a hely a halál (Lost)
2009. február 11-én került először adásba az amerikai ABC csatornán a sorozat 90. részeként. Edward Kitsis és Adam Horowitz írta, és Paul Edwards rendezte. Az epizód Multicentrikus.
|  | Alább a cselekmény részletei következnek! |

## Az előző részek tartalmából
Kate-et felkeresi két ügyvéd, hogy vérmintát vegyenek tőle és Aarontól, hogy ezzel megállapítsák, rokonok-e. Sun azt javasolja neki, hogy intézze el őket, ha meg akarja tartani a gyereket. Később egy kikötőben fény derül rá, hogy a háttérben Ben áll, aki ezzel akarta rávenni a nőt, hogy visszatérjen a Szigetre. A beszélgetésnek szemtanúja Sun is, aki mint tudjuk, bosszút esküdött Linus ellen. A Szigeten Charlotte-ot egyre jobban megviselik a kiszámíthatatlan időutazások, Locke szerint ezeket csak úgy tudják megállítani, ha visszamegy az Orchideába, majd onnan a külvilágba, hogy visszahozza azokat, akik elhagyták a Szigetet. Az óceánon hánykolódó Jint 1988-ban megtalálja a fiatal Danielle Rousseau csapata.

## Sziget, 1988. november 18
Montand a rádión befogott adást hallgatja, ami a számokat sugározza. Danielle odamegy Jinhez, aki megkérdezi tőle, mikor és honnan indultak, majd mikor megtudja, hogy 1988-ban jár, tudatja, hogy meg kell keresnie a táborát. Robert meglepődve hallja, hogy a koreai már volt a Szigeten, de Montand egy szavát sem hiszi. Szerinte inkább a rádióval kellene foglalkozniuk, sikerült bemérnie az adást, egy közeli rádiótoronyból származik. Robert megtudja, hogy Jin tud a toronyról, ezért Danielle megkéri, hogy kísérje őket oda, utána pedig felkutatják a táborát. A férfi beleegyezik, így hát el is indulnak. 
Útközben Rousseau-nak pihennie kell a terhessége miatt, ezért Robert vizet kérne neki. Ekkor veszik észre, hogy Nadine eltűnt. A csapat morajló hangot hall, a koreai pedig rögtön elmondja, hogy ez a szörny volt. A franciák társuk keresésére indulnak, nemsokára meg is találják a táskáját. Pár pillanat múlva néhány méterre tőlük kirobban a földből a szörny, aztán Nadine holtteste is lezuhan a magasból. Kwon felszólítja őket, hogy rohanjanak. Kiérnek egy kisebb tisztásra, de a füst már megelőzte őket. Ráüvölt Montandra, aztán megragadja a lábánál, és húzni kezdi. Társai utána rohannak, s rávetik magukat a férfi kezére, hogy a felszínen tarthassák, mivel a szörny le akarja rántani egy kőépítmény alatti lyukba. Roberték erősen fogják barátjuk karját, de a füst sem hagyja magát. Egyik karjával felnyúl, fogást talál áldozatán, majd lehúzza az üregbe, a franciák kezében csak Montand karja marad. Pár másodperc múlva a férfi kikiabál társainak, hogy menjenek le neki segíteni, mivel megsérült, a szörny pedig eltűnt. Jin próbálja visszatartani az embereket, de ők hajthatatlanok, és lemásznak. Egyedül Danielle-t sikerül lebeszélnie róla azzal, hogy ő terhes, ne kockáztassa a baba életét. A koreai azonban nem maradhat sokáig vele, mivel az ég felvillan, és egy új idősíkba költözteti lakóit.

## Sziget, 1989
Jin szemügyre veszi a kőépítményt, látja, hogy hieroglifák borítják a falát. A lábánál észreveszi Montand leszakadt karját, ami már bomlásnak indult. Felmászik egy hegyre, itt figyel fel rá, hogy a partról füst száll fel. Odaérve egy üres tábort talál. Körülnéz, és meglátja két francia férfi holttestét, valaki lelőtte őket. Távolabbról kiabálást hall, ezért elindul a hang irányába. Egy bokor mögül figyeli, ahogy Danielle fegyvert fog Robertre. A férfi kéri, hogy tegye le, nincs semmi baja, de a nő szerint a füst megváltoztatta, beteggé tette őket. Robert felvilágosítja, hogy az a valami nem szörny, csak a templom védelmi rendszere, neki pedig nincs semmi baja, nem szükséges a fegyverrel hadonászás. Rousseau leereszti a puskát, ekkor azonban Robert felemeli sajátját, és meg is húzza a ravaszt. Szerencsétlenségére a fegyvert Danielle kiürítette, de próbálkozása nem marad büntetlenül: a nő lelövi őt. Jin előugrik a bozótból, Rousseau pedig rátámad, mert azt hiszi, ő is fertőzött, mivel eltűnt a támadáskor. Kwon elmenekül előle, ám a dzsungelben újabb időutazás következik.

## Sziget, ismeretlen időpont
A koreai magához tér, és felkel a földről. Egy fegyver élesítését hallja a háta mögül, amihez egy férfi hangja is társul, aki azt parancsolja, hogy lassan forduljon meg. Jin így is tesz, és meglepődve ismeri fel a mögötte álló Sawyert. Kwon kitörő örömmel üdvözli társait, akik között azonban nem látja feleségét, rá is kérdez hollétére. James próbálja elmagyarázni neki, hogy mi is történik velük, de Jin angoltudása még korántsem elég arra, hogy mindent megértsen, ezért odamegy Charlotte-hoz, és megkéri, hogy fordítson neki. A csapat meghökken azon, hogy a nő beszél koreaiul, ezt eddig nem tudták. Így hát meg is kezdik a beszélgetést. Locke közli, Sun biztosan hazajutott, de ez nem fog semmit sem számítani, hacsak nem jutnak el az Orchideába, amivel kijuthat a külvilágba, hogy aztán visszahozza barátaikat. Ezzel megállíthatja az időugrásokat, és ők is megmenekülnek. Kwon megkérdezi, miért is kell visszahozni őket, erre pedig John válasza az, hogy mert sosem szabadott volna elmennie.
Jin mindenáron Locke-kal akar tartani a külvilágba, a kopasz azonban tudatja vele, hogy ez egy egyemberes munka, de megígéri, hogy mindenképpen visszahozza Sunt. Charlotte megkérdezi Danielt, hogy az emberek visszatérése valóban megállítja-e az ugrálásokat, a fizikus azonban nem tud megnyugtató válasszal szolgálni, mivel szerinte ez tudományosan nem bizonyított tény, így bármi megtörténhet. Ekkor ismét megjelenik a fény, a csapat pedig a nappalból az éjszakába kerül. Alighogy megérkeztek, újabb időutazás veszi kezdetét, ismét világosságba kerülnek. Charlotte szervezetének ez már sok volt, ájultan esik össze. Juliet és Sawyer orra vérezni kezd, Lewis pedig magához tér, és koreaiul beszél Jinhez. Amint végzett a mondanivalójával, ezt megismétli angolul is. Annyit mondott, hogy Kwon ne engedje visszahozni feleségét, különben meg fog halni.
Charlotte értelmetlen dolgokat emleget a múltjából. Locke szerint hátra kéne hagyniuk, mert hátráltatná őket az út során, ezzel pedig Sawyer is egyetért. Lewis megnyugtatja Dant, hogy nyugodtan hagyják ott, igazuk van. Ekkor újabb időutazás következik. John kijelenti, azonnal indulniuk kell, ezt már a többiek is belátják, egyedül Faraday dönt úgy, hogy szerelmével marad. James megérdeklődi, hogy honnan tudják, egyáltalán ott lesz-e az Orchidea a helyén? Erre Charlotte azt válaszolja, hogy keressék a kutat. A kis csapat elindul, Miles törölgeti vérző orrát. Végül elérik az állomást, Juliet pedig hálát ad azért, hogy olyan időben vannak, amikor az építmény is létezik. Amint kimondta ezt, újabb idősíkba kerülnek, az Orchidea pedig eltűnik. Locke bejárja a terepet, és meg is találja a Lewis által említett kutat.
Charlotte elmondja Danielnek, hogy ő már volt a Szigeten. Ott nőtt fel, mivel az anyja a Dharma Kezdeményezés tagja volt. Később visszaköltöztek Angliába, akkor édesanyja tagadta ezt az egészet, azt mondogatta, hogy lánya csak kitalálta az egészet. Azért választotta az antropológus szakmát, hogy megtalálhassa a Szigetet, amit egész életében kutatott. Egy emlékét is felfedi Dan előtt: még kiskorában felkereste őt egy őrült ember a Szigeten, aki alaposan ráijesztett azzal, hogy azt mondta neki, el kell hagynia a Szigetet, és soha nem térhet vissza, különben meghal. Faraday nem érti, miért mondja ezt neki a nő. Lewis kijelenti, azért mesélte ezt el neki, mert úgy hiszi, az őrült ember Daniel volt.
Locke a kötelet vizsgálja, vajon elég erős-e ahhoz, hogy lemásszon rajta a kút aljára. Miután megfelelőnek találta, elbúcsúzik társaitól, és már el is indulna, mikor Jin megállítja, hogy megkérje, ne hozza vissza Sunt. John ellenkezik, hiszen mindenkinek vissza kell térnie, de Kwont ez nem érdekli, a kötél elvágásával fenyegetőzik. A kopasz végül megadja magát, megígéri, hogy nem keresi meg a nőt, de az előfordulhat, hogy ő talál majd rá, ezért megkérdezi a koreait, hogy mit mondjon neki. Jin megkéri, mondja neki azt, hogy meghalt, a víz sodorta partra a hulláját, amit el is temettek. Bizonyítékként odaadja gyűrűjét a férfinek, amit ha úgy hozza a sors, át kell adnia Sunnak. Locke felmászik a kút peremére, mikor Sawyer megkérdezi, ne eresszék-e inkább le. John ezt elutasítja, mert szerinte ebben nem lenne semmi poén. Juliet köszönetet mond a segítségért, ezt követően pedig a férfi elindul lefelé. Néhány méter megtétele után újabb időutazás következik, a fény a kút aljából tör elő. James megragadja a kötelet, és leüvölt a kopasznak, hogy tartson ki. Ő azonban nem bírja a terhelést, lezuhan. Odafönt Ford még mindig a kötelet tartja. Miles szól neki, hogy már elengedheti, a szélhámos ekkor veszi észre, hogy a kút eltűnt, helyén csak föld van. Kétségbeesve kezdi el kaparni a földet, ám Juliet közli vele, nem segíthetnek rajta.
Charlotte egyre rosszabbul van. Daniel próbálja nyugtatni, elmeséli tervét, amit Desmonddal hajttat végre. Lewis szerint ez képtelenség, Dan anyja nem tud rajtuk segíteni, de a fizikus ezt másképp gondolja, úgy véli, anyja képes megmenteni őket. Az antropológusra ismét rátör a köhögés, Faraday letörli szájáról a vért. Charlotte mosolyogni kezd, kimondja utolsó mondatát („Nem ehetek csokit vacsora előtt”), majd meghal, Danielen pedig úrrá lesz a sírás.
Locke lábába beleállt egy szikladarab. Sawyerért kiabál, azonban ők nem hallhatják, mivel a kopasz feje fölött több méternyi szikla és föld van, egy barlangba került. John lépések zajára lesz figyelmes, hamarosan egy alak is megjelenik tőle nem messze. Tüzet gyújt egy lámpásban, ekkor láthatjuk, hogy ő Christian Shephard. Azért jött, hogy átsegítse a kopaszt az útja utolsó részén. Elmondja, hogy neki kellett volna elköltöztetnie a Szigetet, ahogy ezt a kunyhóban meg is mondta neki. Locke azzal védekezik, hogy Ben ráhagyta a Többiek vezetését, ezért nem végezhette el ő a feladatot. Christian úgy gondolja, nem szabadott volna hallgatni egy olyan emberre, akinek ötletei nem a legjobb eredményekkel jártak. Azonban John végre itt van, így beteljesítheti sorsát. A dobozos nem tudja, hogyan vegye rá a hazajutottakat a visszatérésre, de ez Shephardöt nem érdekli, szerinte képes rábeszélni az embereket az utazásra. Annyit mond neki, hogy amint mindenkit összeszedett, keressék fel Eloise Hawkingot Los Angelesben, aki visszajuttatja őket a Szigetre. A kopasz megemlíti, hogy Richard szerint meg kell halnia a sikeres küldetéshez, Christian erre csak annyit felel, hogy ezért hívják ezt önfeláldozásnak. Locke megbékél végzetével, így megkapja a következő lépést: meg kell mozgatnia a Szigetet elköltöztető kereket, ami lecsúszott tengelyéről. Ehhez azonban először fel kéne állnia, de ez saját erejéből nem megy, így Shephard segítségét kéri, ám az öreg ezt megtagadja. John végül feltápászkodik, és elbiceg a kerékhez, ami most össze-vissza ugrál a helyén, a fal mögül pedig zöldes fény szűrődik ki az arany helyett. Christian sok szerencsét kíván a kiválasztottnak, aki nehezen bár, de sikeresen helyére rántja a kereket. Megjelenik a már jól ismert vakító fény, Shephard pedig utolsó feladatként megkéri Locke-ot, hogy adja át üdvözletét fiának, bár azt nem mondja meg, ki is a fiú.

## Külvilág, 2007
Sun a kocsijából figyeli Kate és Ben beszélgetését. Megcsörren a telefonja, az anyja keresi, hogy megkérdezze, mikor ér haza. Aztán odaadja a telefont Ji Yeonnak, akinek Sun elmondja, hogy talált neki egy barátot Amerikában, Aaron a neve. Mielőtt leteszi a telefont, megnyugtatja, hogy nemsokára hazaér, csak előbb még befejezi a munkáját. Ezt követően pisztollyal a kezében kiszáll, odamegy Benjaminékhoz, Kate-et arrébb zavarja, a fegyvert pedig a férfire fogja. Austen elszalad Aaronért Kwon kocsijába, Sun pedig közli Bennel, ha ő nem lett volna, Jin még mindig élne. Linus elmondja, Jin még mindig él, ezt pedig bizonyítani is tudja.
Sun bizonyítékot követel, ami egyértelműen alátámasztja, hogy férje él. Ben azt mondja, van egy ember a városban, aki megmutathatja ezt, és ő segít visszajutni nekik a Szigetre. Kate meghallja ezt, s nekitámad Jacknek, amiért nem mondta el neki, hogy erről szól az egész, nem pedig Aaronról. Shephard védekezik, de nem használ, Austen autóba száll, majd elhajt. Sayidnak is elege van a történtekből, kijelenti, hogy ha még egyszer meglátja a dokit vagy Bent, annak kellemetlen következményei lesznek. Miután figyelmeztette őket, ő is távozik. Linus közli Sunnal, 30 percen belül odaérhetnek ahhoz a bizonyos személyhez. A nő beleegyezik, így hát elindulnak, hogy megszerezzék a bizonyítékot.
Jack a furgonban elnézést kér Suntól azért, hogy nem várta meg a hajón Jint, holott tudta, hogy odalent van. A nő úgy véli, ezt csak azért mondja a doki, hogy lebeszélje őt Ben esetleges meggyilkolásáról. Shephard közli, ha Benjamin hazudik, akkor ő maga fog végezni vele, mivel Kate életét is megkeserítette. Linusnak ez már sok, félrerántja a kormányt, és lefékez az út szélén, majd dühöngve tudatosítja társaiban, hogy rengeteg dolgot feláldozott azért, hogy biztonságba helyezze az Oceanic Six tagjait, ezért pedig örökké hálásnak kéne lenniük. De ha akarják, végezhetnek vele most azonnal. Sun ezt nem teszi meg, inkább arra utasítja, hogy vezessen tovább.
Jackék megérkeznek a templomhoz. Ben benyúl a zsebébe, és előveszi Jin gyűrűjét, amit át is ad Sunnak, s elmondja, ezt Johntól kapta. A doki megemlíti, hogy Linus azt mondta neki, Locke nem látogatta meg őt. Ez a férfi szerint igaz is, mivel ő látogatta meg a kopaszt. Benjamin sajnálja, hogy ezért a bizonyítékért kellett elrángatnia Ms. Kwont, de a Szigeten maradtaknak, így Jinnek is szüksége van a segítségükre. Ehhez pedig vissza kell térniük, amiben a templomban lévő nő segíthet. Ben megkérdezi a koreait, hogy velük tart-e. Sun úgy dönt, hisz a férfinek, visszamegy a Szigetre. Ekkor megjelenik Desmond, és megkérdezi a három ismerőst, mit keresnek. Linus válasza az, hogy valószínűleg ugyanazt, amit ő. Hume rákérdez, hogy Faraday anyjához jöttek-e, ezen pedig Benjamin meglepődik. Pár másodperces gondolkodás után elindulnak befelé. Ben és Eloise köszöntik egymást, Des pedig meglepődve ismeri fel az idős nőben azt a hölgyet, aki évekkel korábban megjósolta neki a jövőt. Ms. Hawking emlékezteti Benjamint arra, hogy ő mindenkit kért, nem csak hármat. Linus megnyugtatja, hogy ennyi idő alatt csak őket sikerült összeszednie. Eloise erre kijelenti, ideje belevágniuk a feladatba.
|  | Itt a vége a cselekmény részletezésének! |